# Prepona decorata
Prepona decorata är en fjärilsart som beskrevs av Hans Fruhstorfer 1904. Prepona decorata ingår i släktet Prepona och familjen praktfjärilar. Inga underarter finns listade i Catalogue of Life.